# Universal Channel
A Universal Channel egy televízióadó, mely filmeket és sorozatokat vetített. Tulajdonosa az NBC Universal. Magyarországon 2010-től 2016-ig működött.

## Története
A Universal Channel hivatalosan 2007. december 1-jén indult Lengyelországban és Romániában. 2008. május 30-án startolt a televízió Oroszországban és Kazahsztánban, 2008. július 1-jén Délkelet-Ázsiában. A csatorna brazíliai változatában 50%-os tulajdona van a Globosat-nak. 2009. május 7-én sugárzott először a Universal Channel görög változata.

## Hallmarkból Universal Channel
2010. március 24-én a Dél-afrikai Köztársaságban a Hallmarkot átnevezték Universal Channel-re, ugyanezt tették Ausztráliában 2010. július 1-jén. Japánban 2010. április 1-jén nevezték át a Sci Fi Channel-t a csatornára. Magyarországon, Csehországban és Szlovákiában a Hallmark 2010. szeptember 3-án váltott nevet.

## Universal Channel Magyarországon

### Indulás
2007-ben már keringtek arról hírek, hogy Magyarországon is megjelenik a Universal Channel és a Sci-Fi Channel. A Sci-Fi elindítását azóta elvetették, a Universal pedig csak 2010. szeptember 3-án indult el úgy, hogy a Hallmarkot átnevezték.
Magyarországon a csatorna hangjai 2010-2013-ig Megyeri János és Moser Károly, 2013-2014-ig Nagy Sándor, 2014-2015-ig Tarján Péter, majd megszűnésig Pál Tamás voltak.
A csatorna reklámidejét az Atmedia értékesítette.
A csatornát elég nagy mértékben kritizálták az indulásakor, ugyanis a klasszikus filmek nagy részét újraszinkronizálták az SDI Media Hungary szinkronstúdióban (Ace Ventura 1-2, Robin Hood...). A sok negatív kritikára hallgatva befejezte a régi filmek újraszinkronizálását.[forrás?]

A csatorna korábbi logója.

### Megszűnés
A Universal Channel hivatalosan 2016. augusztus 24-én fejezte be magyarországi működését, ám ezt követően továbbra is sugározta műsorait és csak 28-án, vasárnap szűnt meg véglegesen az adó. Így már csak az E! Entertainment elérhető a Universal Pictures csatornakínálatából, az vette át a főadó szerepét. Egyébként Közép-Európában már egy ideje ez a csatorna számított az NBC Universal főadójának. A Universal Channel másutt is megszűnt, kivéve a következő országokban: Németország, Lengyelország, Spanyolország, Portugália. Megszüntetése már korábban szóba került: a csatornától rengeteg szolgáltató vált meg, az árakra hivatkozva, így a lefedettsége jelentősen romlott. Ráadásul a Fox és a Paramount Channel (két 2014-ben indult, hasonló jellegű filmcsatorna) jelentősen lekörözték a nézettséget tekintve, így annál is inkább „veszélybe került” a csatorna.

## Magyar Universal Channel műsorkínálat

### Sorozatok
| Műsor címe                          | Eredeti cím                          | Korhatár                                   |
| ----------------------------------- | ------------------------------------ | ------------------------------------------ |
| A férjem védelmében                 | The Good Wife                        | Tizenkét éven aluliak számára nem ajánlott |
| A médium                            | Medium                               | Tizenhat éven aluliak számára nem ajánlott |
| A partiőrség                        | Sea Patrol                           | N/A                                        |
| A titkok könyvtára                  | The Librarians                       | Tizenkét éven aluliak számára nem ajánlott |
| Békét bíró                          | Fairy Legal                          | N/A                                        |
| Botrány                             | Scandal                              | N/A                                        |
| Doyle és Doyle – Ketten a bevetésen | Republic of Doyle: Under Pressure    | N/A                                        |
| Erica világa                        | Being Erica                          | N/A                                        |
| Esküdt ellenségek                   | Law & Order                          | N/A                                        |
| Esküdt ellenségek: Bűnös szándék    | Law & Order: Criminal Intent         | N/A                                        |
| Észlelés                            | Perception                           | N/A                                        |
| Foyle háborúja                      | Foyle's War                          | N/A                                        |
| Halálbiztos diagnózis               | Diagnosis Murder                     | N/A                                        |
| Haven                               | Haven                                | N/A                                        |
| Hawaii Five-0                       | Hawaii Five-0                        | Tizenkét éven aluliak számára nem ajánlott |
| Igaz vagy hamis: Paranormális akták | Fact or Faked: Paranormal Files      | N/A                                        |
| Intelligence – A jövő ügynöke       | Intelligence                         | N/A                                        |
| Jó zsaru, rossz zsaru               | Shattered                            | N/A                                        |
| Kékpróba                            | Rookie Blue                          | N/A                                        |
| Kettős ügynök                       | Covert Affairs                       | Tizenkét éven aluliak számára nem ajánlott |
| Kisvárosi gyilkosságok              | Midsomer Murders                     | Tizenkét éven aluliak számára nem ajánlott |
| Legendák nyomában                   | Legends                              | N/A                                        |
| Luxusdoki                           | Royal Plains                         | Tizenkét éven aluliak számára nem ajánlott |
| McLeod lányai                       | McLeod's Daughters                   | Tizenkét éven aluliak számára nem ajánlott |
| Mit gondolsz, ki vagy?              | Who Do You Think You Are?            | N/A                                        |
| Monk – A flúgos nyomozó             | Monk                                 | Tizenkét éven aluliak számára nem ajánlott |
| Narancsvidék igazi feleségei        | The Real Housewives of Orange County | N/A                                        |
| Nash Bridges – Trükkös hekus        | Nash Bridges                         | Tizenkét éven aluliak számára nem ajánlott |
| Psych – Dilis detektívek            | Psych                                | Tizenkét éven aluliak számára nem ajánlott |
| Testvérek                           | Brothers & Sisters                   | Tizenkét éven aluliak számára nem ajánlott |
| Vészhelyzet                         | E.R.                                 | Tizenkét éven aluliak számára nem ajánlott |
| Walker, a texasi kopó               | Walker, Texas Ranger                 | Tizenkét éven aluliak számára nem ajánlott |
| Zsaruvér                            | Blue Bloods                          | Tizenkét éven aluliak számára nem ajánlott |

## Fordítás
- Ez a szócikk részben vagy egészben  az   Universal Channel című angol Wikipédia-szócikk fordításán alapul.  Az eredeti cikk szerkesztőit annak laptörténete sorolja fel. Ez a jelzés csupán a megfogalmazás eredetét és a szerzői jogokat jelzi, nem szolgál a cikkben szereplő információk forrásmegjelöléseként.